# Powiatowa Komenda Uzupełnień Lubicz
Powiatowa Komenda Uzupełnień Lubicz (PKU Lubicz) – władza wojskowa właściwa w sprawach uzupełnień Sił Zbrojnych II Rzeczypospolitej i administracji rezerw w powierzonym jej okręgu.

## Historia komendy
9 stycznia 1923 roku Minister Spraw Wojskowych wydał rozkaz O. I. Szt. Gen. 11320.Org. w sprawie przeniesienia Powiatowej Komendy Uzupełnień Lipno do Lubicza i zmiany nazwy PKU Lipno na PKU Lubicz.
PKU Lubicz w sprawach należących do zakresu jej działania podlegała dowódcy Okręgu Korpusu Nr VIII, a w najwyższej instancji ministrowi spraw wojskowych. Okręg poborowy obejmował powiaty: lipnowski i rypiński ówczesnego województwa warszawskiego.
18 listopada 1924 roku weszła w życie ustawa z dnia 23 maja 1924 roku o powszechnym obowiązku służby wojskowej, a 15 kwietnia 1925 roku rozporządzenie wykonawcze ministra spraw wojskowych do tejże ustawy, wydane 21 marca tego roku wspólnie z ministrami: spraw wewnętrznych, zagranicznych, sprawiedliwości, skarbu, kolei, wyznań religijnych i oświecenia publicznego, rolnictwa i dóbr państwowych oraz przemysłu i handlu. Wydanie obu aktów prawnych wiązało się z przejęciem przez władze cywilne (administracji I instancji) większości zadań związanych z przygotowaniem i przeprowadzeniem poboru. Przekazanie większości zadań władzom cywilnym umożliwiło organom służby poborowej zajęcie się wyłącznie racjonalnym rozdziałem rekruta oraz ewidencją i administracją rezerw. Do tych zadań dostosowana została organizacja wewnętrzna powiatowych komend uzupełnień i ich składy osobowe. Poszczególne komendy różniły się między sobą składem osobowym w zależności od wielkości administrowanego terenu. Zadania i nowa organizacja PKU określone zostały w wydanej 27 maja 1925 roku instrukcji organizacyjnej służby poborowej na stopie pokojowej. W skład PKU Lubicz wchodziły dwa referaty: I) referat administracji rezerw, II) referat poborowy. Nowa organizacja i obsada służby poborowej na stopie pokojowej według stanów osobowych L. O. I. Szt. Gen. 3477/Org. 25 została ogłoszona 4 lutego 1926 roku. Z tą chwilą zniesione zostały stanowiska oficerów ewidencyjnych.
12 marca 1926 roku została ogłoszona obsada personalna Przysposobienia Wojskowego, zatwierdzona rozkazem Dep. I L. 6000/26 przez pełniącego obowiązki szefa Sztabu Generalnego gen. dyw. Edmunda Kesslera, w imieniu ministra spraw wojskowych. Zgodnie z nową organizacją pokojową Przysposobienia Wojskowego zostały zlikwidowane stanowiska oficerów instrukcyjnych przy PKU, a w ich miejsce utworzone rozkazem Oddz. I Szt. Gen. L. 7600/Org. 25 stanowiska oficerów przysposobienia wojskowego w pułkach piechoty.
Od 1926 roku, obok ustawy o powszechnym obowiązku służby wojskowej i rozporządzeń wykonawczych do niej, działalność PKU … normowała „Tymczasowa instrukcja służbowa dla PKU”, wprowadzona do użytku rozkazem MSWojsk. Dep. Piech. L. 100/26 Pob.
Z dniem 10 stycznia 1927 roku PKU Lubicz została zlikwidowana. Powiat lipnowski został przydzielony PKU Włocławek, a powiat rypiński PKU Toruń.

## Obsada personalna
Poniżej przedstawiono obsadę personalną PKU Lipno i PKU Lubicz, z uwzględnieniem najważniejszej zmiany organizacyjnej przeprowadzonej w 1926 roku.
| Obsada w latach 1921–1925                                       | Obsada w latach 1921–1925                                         | Obsada w latach 1921–1925 | Obsada w latach 1921–1925        |
| --------------------------------------------------------------- | ----------------------------------------------------------------- | ------------------------- | -------------------------------- |
| stanowisko etatowe                                              | stopień, imię i nazwisko                                          | okres pełnienia funkcji   | kolejne stanowisko (dalsze losy) |
| komendant Powiatowej Komendy Uzupełnień                         | płk piech. Paweł Kozubek                                          | był w 1923 – II 1926      | komendant PKU                    |
| I referent                                                      | urzędnik wojsk. XI rangi Stanisław Babak                          | do VII 1923               | OE Lipno                         |
| I referent                                                      | kpt. piech. Paweł I Bielecki                                      | VII 1923 – IV 1924        | 64 pp                            |
| I referent                                                      | kpt. piech. Paweł Filar                                           | IV 1924 – II 1926         | 20 pp                            |
| II referent                                                     | urzędnik wojskowy XI rangi Michał Hübner                          | do 1 XI 1922              | OE Lipno                         |
| II referent                                                     | urzędnik wojsk. XI rangi Teodor Zeń                               | 1 XI 1922 – IV 1924       | OE Rypin                         |
| II referent                                                     | por. kanc. Władysław Marian Dorożański                            | IV – X 1924               | OE Brody PKU Kamionka Strumiłowa |
| II referent                                                     | por. kanc. Stanisław Babak                                        | III 1925 – II 1926        | kierownik II referatu            |
| oficer instrukcyjny                                             | por. piech. Henryk Rudnicki                                       | 1923 – 1924               |                                  |
| oficer ewidencyjny na powiat lipnowski                          | urzędnik wojskowy XI rangi Michał Hübner                          | 1 XI 1922 – VII 1923      | OE Strzelno PKU Inowrocław       |
| oficer ewidencyjny na powiat lipnowski                          | urzędnik wojsk. XI rangi / por. kanc. Stanisław Babak             | VII 1923 – III 1925       | II referent                      |
| oficer ewidencyjny na powiat rypiński                           | urzędnik wojsk. XI rangi / por. kanc. Władysław Marian Dorożański | 1 VI 1923 – IV 1924       | II referent                      |
| oficer ewidencyjny na powiat rypiński                           | urzędnik wojsk. XI rangi Teodor Zeń                               | IV – 31 XII 1924          | stan spoczynku                   |
| Obsada w latach 1926–1927                                       |                                                                   |                           |                                  |
| komendant Powiatowej Komendy Uzupełnień                         | płk piech. Paweł Kozubek                                          | II 1926 – I 1927          | dyspozycja dowódcy OK VIII       |
| kierownik I referatu administracji rezerw i zastępca komendanta | kpt. tab. Czesław Sław-Góralik                                    | II 1926 – I 1927          | DOK VIII                         |
| kierownik II referatu poborowego                                | por. kanc. Stanisław Babak                                        | II 1926 – I 1927          | stan spoczynku                   |
| referent                                                        | por. kanc. Aleksander Kiszakiewicz                                | II 1926 – I 1927          | dyspozycja dowódcy OK VIII       |